# Bonwar Szami
Bonwar Szami (pers. بنوارشامي) – wieś w Iranie, w ostanie Chuzestan. W 2006 roku miejscowość liczyła 715 mieszkańców w 152 rodzinach.